# 1997 en science
| Années de la science : 1994 - 1995 - 1996 - 1997 - 1998 - 1999 - 2000    |
| Décennies de la science : 1960 - 1970 - 1980 - 1990 - 2000 - 2010 - 2020 |

Cet article présente les faits marquants de l'année 1997 en science.

## Évènements
- 27 et 29 janvier : Wolfgang Ketterle décrit dans deux articles le premier laser à atomes[1].
- 23 février : annonce de la naissance, l'année précédente, de la brebis Dolly, premier mammifère cloné[2]. Dolly a été obtenu par Lan Wilmut et Keith Campbell (PPL Therapeutics, Écosse) à partir du noyau d'une cellule somatique adulte transféré dans un ovule énucléé.

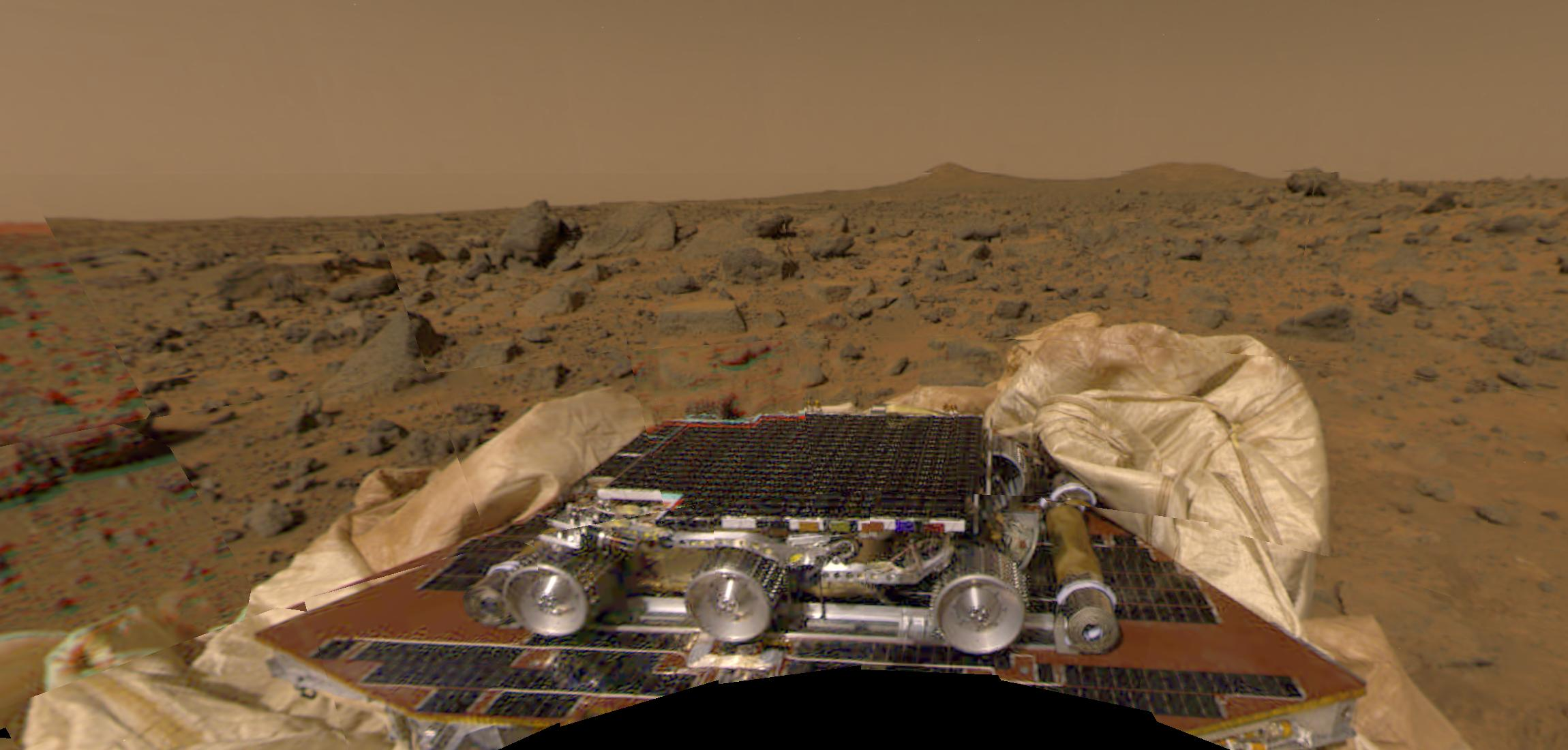
Le rover Sojourner après l'atterrissage de Mars Pathfinder le 4 juillet 1997.

- 4 juillet : mission succès de Mars Pathfinder sur la planète rouge ; exploits télévisés d'un petit robot sur roulette[3].
- 11 juillet : l'équipe de Svante Pääbo en Allemagne publie la première séquence d'ADN mitochondrial de l'homme de Néandertal obtenu à partir du spécimen type de 1856[4].

- 15 octobre : lancement sur une fusée Titan-IVB/centaur de la sonde Cassini-Huygens en direction de Jupiter et Saturne. La sonde Huygens atterrit sur Titan en 2005[5].
- 11 décembre : adoption du protocole de Kyoto lors de la 3e conférence des Nations unies sur les changements climatiques qui se tient à Kyoto au Japon[6].

- Inauguration de l'Institut Albert-Bonniot, futur Institute for Advanced Biosciences[7].

## Publications
- François Jacob : La Souris, la Mouche et l’Homme, Éditions Odile Jacob
- Alain Prochiantz : Les Anatomies de la pensée - À quoi pensent les calamars ?, Éditions Odile Jacob (1997)

## Prix
- Prix Nobel

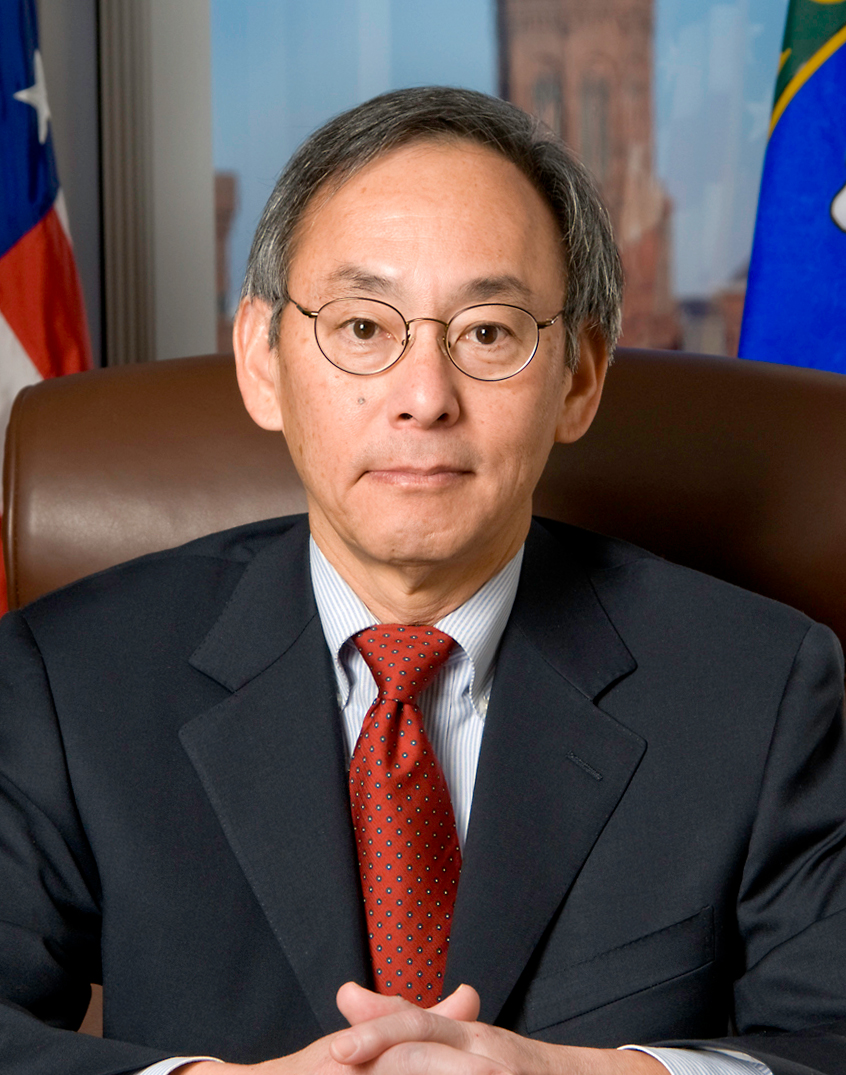
Steven Chu

  - Prix Nobel de physiologie ou médecine : Stanley B. Prusiner
  - Prix Nobel de physique : Claude Cohen-Tannoudji, Steven Chu, William D. Phillips
  - Prix Nobel de chimie : Paul D. Boyer, John E. Walker, Jens C. Skou
- Prix Lasker
  - Prix Albert-Lasker pour la recherche médicale fondamentale : Mark Ptashne
  - Prix Albert-Lasker pour la recherche médicale clinique : Alfred Sommer
- Médailles de la Royal Society
  - Médaille Copley : Hugh Huxley
  - Médaille Davy : Jean-Marie Lehn
  - Médaille Gabor : Kenneth Holmes
  - Médaille Hughes : Andrew Lang (en)
  - Médaille royale : Geoffrey Eglinton, John Maynard Smith, Donald Hill Perkins
  - Médaille Sylvester : Harold Scott MacDonald Coxeter
- Médailles de la Geological Society of London
  - Médaille Lyell : Barrie Rickards
  - Médaille Murchison : Bernard John Wood (en)
  - Médaille Wollaston : Douglas James Shearman (de)
- Prix Armand-Frappier : Roger A. Blais
- Prix Jules-Janssen (astronomie) : Elizabeth Nesme (d) et Serge Koutchmy (d)
- Médaille Bruce (Astronomie) : Eugene Parker
- Médaille Linnéenne : Enrico Coen et Rosemary Lowe-McConnell
- Prix Turing en informatique : Douglas Engelbart
- Médaille d'or du CNRS : Jean Rouxel

## Décès

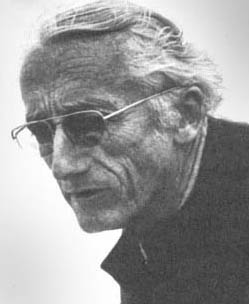
Jacques-Yves Cousteau

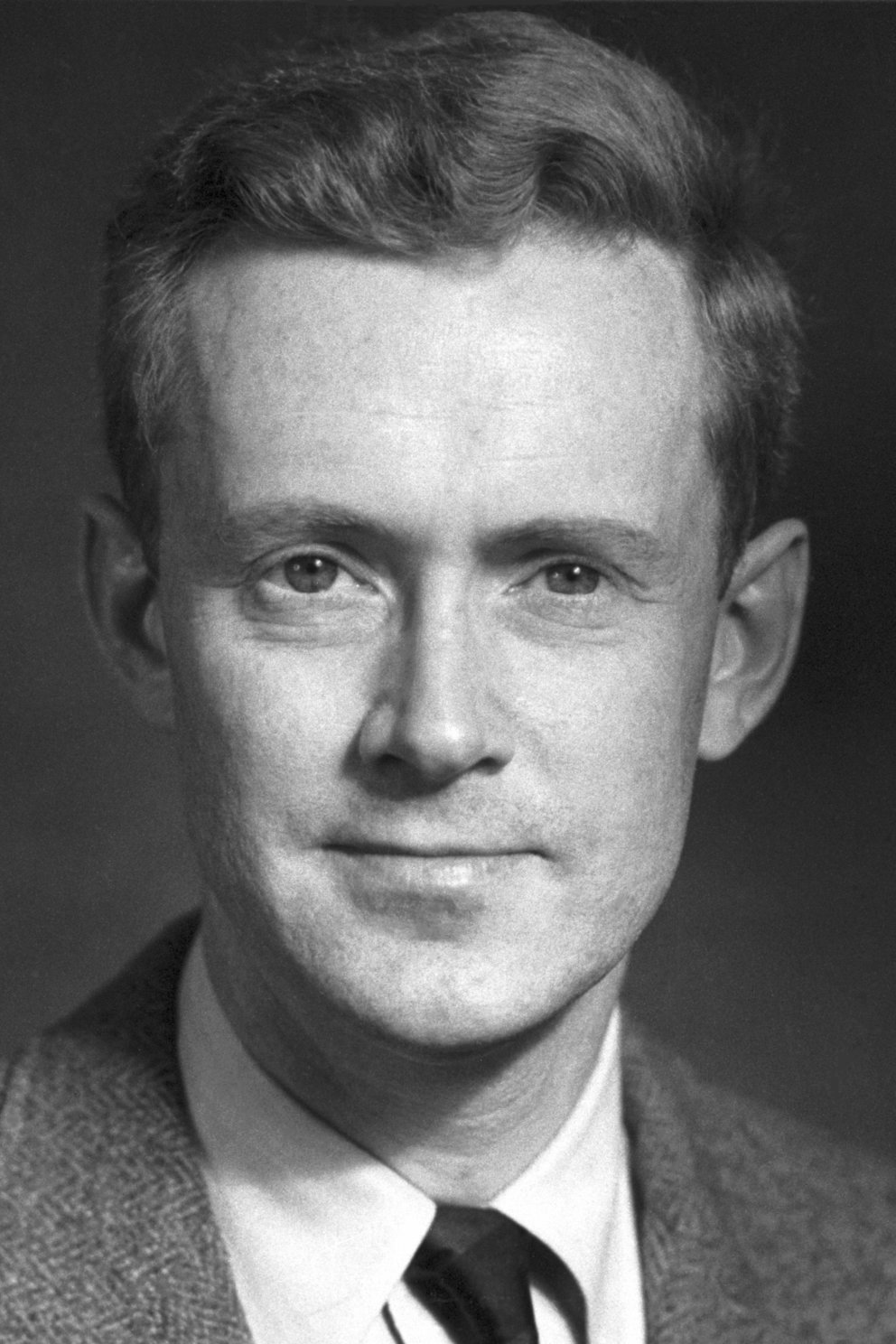
Edward Mills Purcell

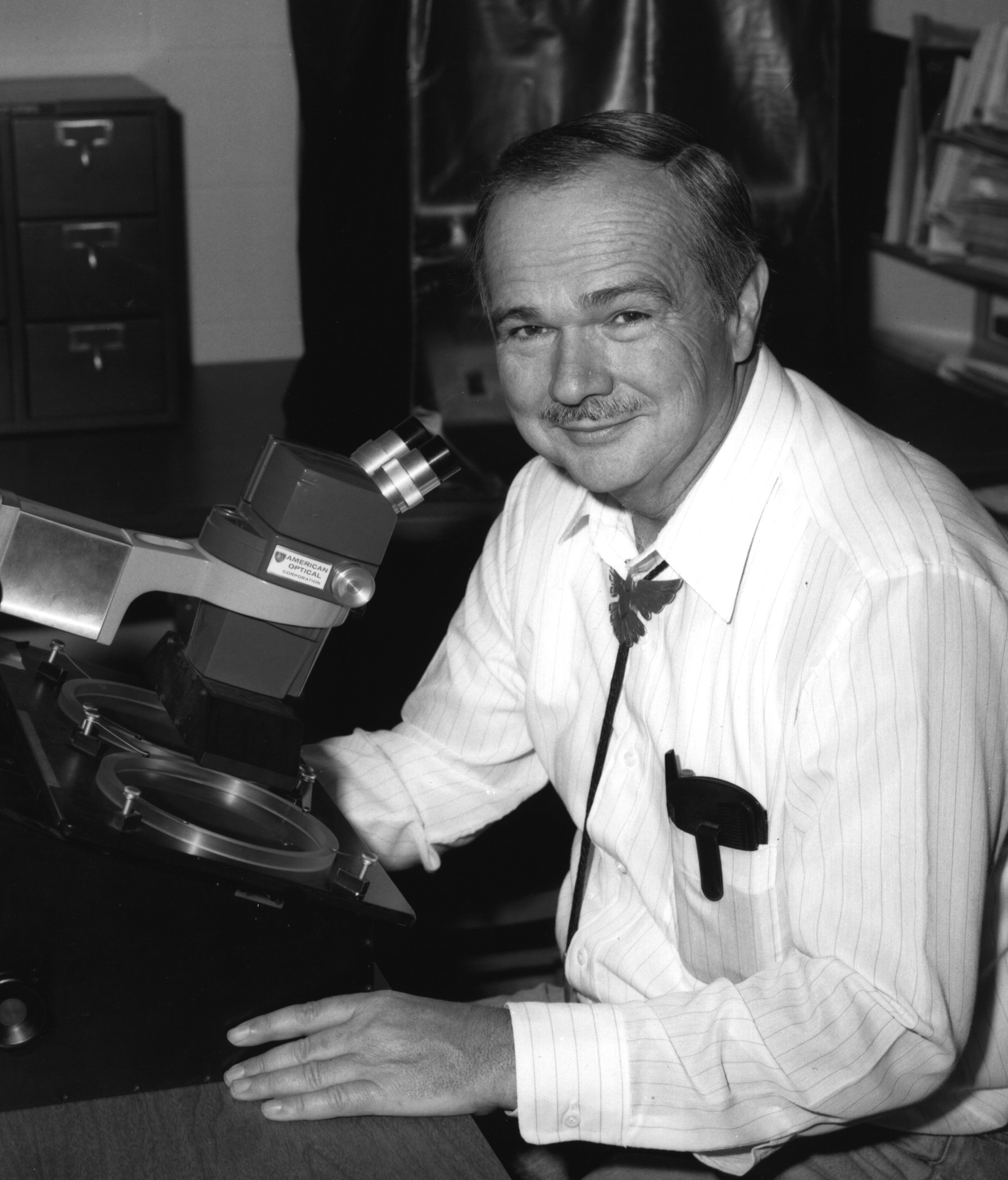
Eugene M. Shoemaker

### 1ertrimestre
- 1er janvier : James B. Pritchard (né en 1909), archéologue américain.
- 2 janvier : Sylvain Gagnière (né en 1905), historien et archéologue français.
- 8 janvier : Melvin Calvin (né en 1911), biochimiste américain, prix Nobel de chimie en 1961.
- 10 janvier : Alexander Robert Todd (né en 1907), chimiste britannique, prix Nobel de chimie en 1957.
- 12 janvier : Charles Brenton Huggins (né en 1901), physiologiste américain, prix Nobel de physiologie ou médecine en 1966.
- 17 janvier : Clyde William Tombaugh (né en 1906), astronome américain, découvreur de Pluton.
- 30 janvier : Odette Teissier du Cros (née en 1906), ethnologue française.
- 16 février : Leon Bankoff (né en 1908), dentiste et mathématicien américain.
- 17 février : Darcy Ribeiro (né en 1922), anthropologue brésilien.
- 18 février : Hellmut Brunner (né en 1913), égyptologue allemand.
- 4 mars : Robert Dicke (né en 1916), physicien américain.
- 7 mars : Edward Mills Purcell (né en 1912), physicien américain, prix Nobel de physique en 1952.
- 16 mars : Kustaa Adolf Inkeri (né en 1908), astronome et mathématicien finlandais.
- 18 mars : Wilbur Knorr (né en 1945), historien des mathématiques américain.
- 30 mars : Dieter Claessens (né en 1921), sociologue et anthropologue allemand.
- 31 mars : Lyman Spitzer (né en 1914), astrophysicien américain.

### 2etrimestre
- 7 avril : Gueorgui Chonine (né en 1935), cosmonaute soviétique.
- 10 avril : Martin Schwarzschild (né en 1912), astronome germano-américain.
- 12 avril : George Wald (né en 1906), biochimiste américain, prix Nobel de physiologie ou médecine en 1967.
- 20 avril : Otto Wilhelm von Vacano (né en 1910), archéologue allemand.
- 21 avril : Alfred Bailey (né en 1905), poète, anthropologue, ethnologue et historien canadien.
- 23 avril : Dorothy Hill (née en 1909), géologue, zoologiste et paléontologue australienne.
- 25 avril : Elmar Edel (né en 1914), égyptologue allemand.

- 2 mai : John Carew Eccles (né en 1903), neurophysiologiste australien, prix Nobel de physiologie ou médecine en 1963.
- 22 mai : Alfred Hershey (né en 1908), microbiologiste et généticien américain, prix Nobel de physiologie ou médecine en 1969.
- 26 mai : Manfred von Ardenne (né en 1907), physicien allemand.
- 29 mai : Jean Charay (né en 1916), prêtre, historien, archéologue, écrivain et humaniste.
- Paul Pellas (né en 1924), chercheur français spécialiste des météorites.

- 1er juin : Robert Serber (né en 1909), physicien américain.
- 8 juin : Karen Wetterhahn (né en 1948), chimiste américaine.
- 25 juin : Jacques-Yves Cousteau (né en 1910), océanographe français.
- 28 juin : Hubert Lamb (né en 1913), climatologue anglais.
- 29 juin : Jacques Barrau (né en 1925), botaniste et anthropologue français.

### 3etrimestre
- 4 juillet :
  - Bengt Danielsson (né en 1921), anthropologue suédois.
  - John Zachary Young (né en 1907), zoologiste britannique.
- 5 juillet : Donald Marquardt (né en 1929), statisticien américain.
- 18 juillet : Eugene M. Shoemaker (né en 1928), astronome américain.

- 6 août :
  - Jürgen Kuczynski (né en 1904), statisticien et économiste allemand.
  - Samuel Paul Welles (né en 1907), paléontologue américain.
- 23 août : John Kendrew (né en 1917), biochimiste britannique, prix Nobel de chimie en 1962.
- 24 août : Paul Kustaanheimo (né en 1924), astronome et  mathématicien finlandais.
- 4 septembre : Hans Eysenck (né en 1916), psychologue britannique d'origine allemande.
- 8 septembre : Sabatino Moscati (né en 1922), archéologue italien.

### 4etrimestre
- 10 octobre : Michael J. S. Dewar (né en 1918), chimiste théorique britannique.

- 6 novembre : Anne Stine Ingstad (née en 1918), archéologue norvégienne.
- 18 novembre : Maria-Pia Geppert (née en 1907), mathématicienne et biostatisticienne allemande.
- 20 novembre : Jacques Poly (né en 1927), scientifique et ingénieur agronome français.
- 25 novembre : James Ellis (né en 1924), ingénieur et mathématicien britannique.

- 7 décembre : Annette B. Weiner (née en 1933), anthropologue et féministe américaine.
- 28 décembre : Heikki A. Alikoski (né en 1912), astronome finlandais.